# 勒帕萨日
勒帕萨日（法語：Le Passage，法語發音：[lə pasaʒ]）是法国新阿基坦大区洛特-加龙省的一个市镇，位于该省中南部，省会阿让西侧，加龙河左岸，属于阿让区和阿让城市圈公共社区。法国国立监狱培训学校位于其境内。

## 地理
勒帕萨日（44°12'2.7"N, 0°36'9.4"E）面积12.89 平方千米，位于法国新阿基坦大区洛特-加龍省，该省份为法国西南部内陆省份，北起多爾多涅省，西接吉倫特省和朗德省，南至热尔省，东临塔恩-加龙省和洛特省。
与勒帕萨日接壤的市镇（或旧市镇、城区）包括：阿让、博埃、布拉克斯、科莱拉克-圣锡尔克、埃斯蒂亚克、穆瓦拉、罗克福尔。

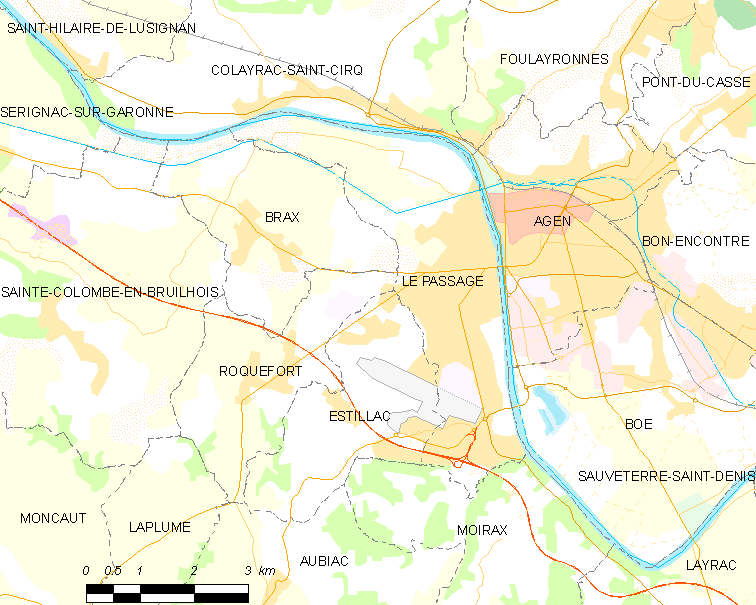
勒帕萨日的OSM定位图

勒帕萨日的时区为UTC+01:00、UTC+02:00（夏令时）。

## 行政
勒帕萨日的邮政编码为47520，INSEE市镇编码为47201。

## 政治
勒帕萨日所属的省级选区为阿让第四县。

## 人口

1962-2008年间勒帕萨日人口变化图示

勒帕萨日于2022年1月1日时的人口数量为9360人。